# Zakon o eksplozivih Republike Slovenije
Zakon o eksplozivih je zakon, ki v Republiki Sloveniji določa pogoje za proizvodnjo, promet, uvoz, izvoz, tranzit, prenos, skladiščenje in uporabo eksplozivov ter nadzor nad izvajanjem zakona zaradi varovanja življenja in zdravja ljudi ter njihovega premoženja in za zagotavljanje varstva okolja. Določbe tega zakona ne pridejo v poštev za državne organe, ki uporabljajo eksplozive za lastne potrebe, tuje vojaške sile v Republiki Sloveniji, če je tako določeno z mednarodno pogodbo, hrambo eksplozivov v jamskih skladiščih rudarskih podjetij ter za rudarska dela v skladu s posebničekim predpisom, prevoz eksplozivov, ker je urejen s posebnim zakonom.
Po tem zakonu spadajo pod eksplozive razstreliva, smodniki, eksplozivne snovi, inicialna in vžigalna sredstva, izdelki, polnjeni z eksplozivi, pirotehnične zmesi ter pirotehnični izdelki.

## Veljava
Zakon o Eksplozivih (ZE) ni več veljaven, saj ga je leta 2008 nadomestil Zakon o Eksplozivih in Pirotehničnih Izdelkih (ZEPI), s katerim so bile v to področje vnesene tudi novejše pravne direktive, npr. Direktiva 93/15/EGS Sveta EU. 
Zakon je bil v Sloveniji prvič sprejet leta 2002, veljati pa je začel 15 dni po objavi v Uradnem listu, št. 96/2002, dopolnjen pa je bil leta 2005. Podrejeni predpisi temu zakonu so:
- Pravilnik o tehničnih zahtevah za eksplozive (Ur.l. RS, št. 82/2003)
- Pravilnik o evidencah o eksplozivih, ki jih vodijo pravne osebe in podjetniki (Ur.l. RS, št. 82/2003)
- Pravilnik o strokovni usposobljenosti za delo z eksplozivi (Ur.l. RS, št. 82/2003, 95/2004, 83/2007)
- Pravilnik o posebnih zahtevah za objekte, v katerih so eksplozivi (Ur.l. RS, št. 82/2003)
- Pravilnik o razvrstitvi izdelkov iz prilog I in II Direktive 2004/57ES med pirotehnične izdelke (Ur.l. RS, št. 32/2005)
- Pravilnik o evidencah, ki jih vodi ministrstvo za notranje zadeve na področju eksplozivov (Ur.l. RS, št. 86/2005)
- Pravilnik o izvajanju ognjemetov (Ur.l. RS, št. 103/2005)
- Seznam eksplozivov, ki se lahko dajo v promet (Ur.l. RS, št. 7/2006)

S sprejemom tega zakona je prenehal veljati Zakon o prometu eksplozivnih snovi /ZPES/ (Ur.l. SFRJ, št. 30/1985, 6/1989, RS, št. 4/1992, 96/2002-ZE)